# Versicherungsschein
Der Versicherungsschein (oder Versicherungspolice, in Österreich Versicherungspolizze, kurz: Police oder Polizze) ist im Versicherungswesen eine Urkunde, in der die Verbriefung eines Versicherungsvertrags erfolgt.

## Allgemeines
Der Versicherungsvertrag ist meist ein umfassendes Vertragswerk einschließlich Allgemeine Versicherungsbedingungen, das in verkürzter Form als Versicherungsschein dem Versicherungsnehmer ausgehändigt wird. Die Police enthält insbesondere den Versicherungsnehmer und eine etwaige andere versicherte Person, die Versicherungsart, Versicherungsnummer, die Bedingungen des Versicherungsschutzes, Versicherungssumme, Versicherungswert, Versicherungsprämie und Versicherungsbeginn. Außerdem können im Versicherungsschein auch Bezugsrechte, Verpfändungen oder Abtretungen zugunsten Dritter eingetragen sein, beispielsweise an Kreditinstitute, zu deren Gunsten im Schadensfall die Versicherungssumme ausbezahlt werden soll.

## Etymologie
Das Wort „Police“ stammt aus den Worten für „Nachweis, Bestätigung“ (lateinisch apodixa), das im 14. Jahrhundert als „Versicherungsschein“ in Italien auftauchte (italienisch polizza). Im Jahre 1565 übernahm ihn die französische Sprache (französisch police), von der aus sie 1611 als Lehnwort und Synonym für den Versicherungsschein Eingang in ein deutsches Wörterbuch fand. Hier tauchte sie erstmals als „policcen, darauf sie [Schiffe] versichern lassen“, auf. Das Allgemeine Preußische Landrecht (APL) vom Juni 1794 verlangte, dass sofort nach Abschluss des Versicherungsvertrages der Versicherer „gegen Bezahlung der bedungenen Prämie, den Versicherungsbrief oder die Police nach den festgesetzten Bedingungen ausfertigen und unterschreiben“ muss (II 8, § 2006 APL). Noch heute ist in Österreich an Stelle des Versicherungsscheins in der Umgangssprache das Wort Versicherungspolizze gebräuchlich, in der Schweiz entsprechend Versicherungspolice.

## Rechtsfragen
Der Versicherungsnehmer hat nach § 3 Abs. 1 VVG Anspruch auf Ausstellung eines Versicherungsscheins, der die wesentlichen Bestandteile des Versicherungsvertrags beinhalten muss. Als Form sieht das Gesetz die Textform vor (§ 3 Abs. 1 VVG). Kommt die Police abhanden oder wird vernichtet, muss sie für kraftlos erklärt werden, was den Versicherer zur Neuausstellung verpflichtet (§ 3 Abs. 3 VVG).

### Qualifiziertes Legitimationspapier
In § 4 Abs. 1 VVG sieht das Gesetz die Ausstellung des Versicherungsscheins als „Urkunde auf den Inhaber“ vor und erklärt § 808 BGB für anwendbar. Hierdurch erhält der Versicherer die Berechtigung, an jeden Inhaber des Versicherungsscheins mit schuldbefreiender Wirkung leisten zu dürfen, ohne aber diesem gegenüber zur Leistung verpflichtet zu sein. Der Versicherer darf den Inhaber des Versicherungsscheins als berechtigt ansehen, über alle Ansprüche aus dem Versicherungsvertrag zu verfügen. Damit ist der Versicherungsschein ein qualifiziertes Legitimationspapier im Sinne des § 808 BGB. Dadurch wird der Aussteller grundsätzlich dann von seiner Leistungspflicht befreit, wenn er an den Inhaber des Versicherungsscheins leistet, auch wenn dieser zum Empfang der Leistung nicht berechtigt ist. Eine Ausnahme gilt nach der Rechtsprechung nur, wenn der Aussteller die mangelnde Verfügungsberechtigung des Inhabers positiv gekannt oder sonst gegen Treu und Glauben die Leistung bewirkt
hat.
Die Vorschrift des § 4 Abs. 1 VVG verhindert darüber hinaus die Gestaltung des Versicherungsscheins zu einem reinen Inhaberpapier, weil sie § 808 BGB für anwendbar erklärt. Daneben ist die Versicherung berechtigt, den Urkundeninhaber hinsichtlich anderer Verfügungen über Rechte aus dem Versicherungsvertrag als berechtigt anzusehen. Denn die Legitimationswirkung des § 808 Abs. 1 Satz 1 BGB erstreckt sich auch auf die vertraglich versprochenen Leistungen. Vertraglich versprochene Leistung ist bei einer Lebensversicherung nicht nur die Leistung der Versicherungssumme im Versicherungsfall. Vertraglich versprochen ist auch die Leistung des Rückkaufswertes nach Kündigung des Vertrages (§ 176 VVG); denn das Recht auf den Rückkaufswert ist nur eine andere Erscheinungsform des Rechts auf die Versicherungssumme. Demgemäß erstreckt sich die Legitimationswirkung eines Versicherungsscheins als Urkunde im Sinne des § 808 BGB auch auf das Kündigungsrecht, um den Rückkaufswert zu erlangen. Die Versicherung kann den Inhaber des Versicherungsscheins deshalb schon nach § 808 BGB als zur Kündigung berechtigt ansehen, wenn dieser die Auszahlung des Rückkaufswertes verlangt.
Die bloße Übergabe der Police ist zur Übertragung der Rechte aus der Lebensversicherung weder erforderlich noch ausreichend, weil die Police lediglich ein Rektapapier ist. Wie beim Sparbuch ist vielmehr eine Übertragung der Ansprüche aus der Police im Wege eines Abtretungsvertrages und die nachfolgende Übergabe der Police an den neuen Gläubiger notwendig. Bei Lebensversicherungen ist zudem im Falle ihrer Abtretung die Anzeige der Abtretung an den Versicherer zur Rechtswirksamkeit erforderlich; das ergibt sich aus dem absolut geltenden Abtretungsverbot des § 13 Abs. 3 Allgemeine Lebensversicherungsbedingungen. Wegen der rechtlichen Ausgestaltung der Versicherungspolice als qualifiziertes Legitimationspapier darf die Versicherung trotz rechtswirksamer Übertragung nur gegen Vorlage der Police leisten.

### Transportversicherungspolice
Eine Besonderheit ist die Transportversicherungspolice, die als Warenbegleitpapier ein geborenes Orderpapier des § 363 Abs. 2 HGB darstellt, wenn sie die Orderklausel enthält. Dann ist sie durch Indossament übertragbar, so dass der ursprüngliche Versicherungsnehmer (Verkäufer/Exporteur) sie im Vorlauf auf den Versandspediteur, dieser sie im Hauptlauf auf den Hauptspediteur und dieser sie im Nachlauf auf den Empfangsspediteur übertragen kann. Der jeweilige legitimierte Inhaber der Transportversicherungspolice ist berechtigt, bei einem Transportschaden des Frachtguts durch Vorlage beim Versicherer von diesem den Schaden ersetzt zu bekommen. Die Transportversicherungspolice ist aber kein Traditionspapier, sondern das Eigentum am Frachtgut geht nach den Lieferungs- und Zahlungsbedingungen auf den Käufer/Importeur über, unabhängig davon, wer Inhaber der Transportversicherungspolice ist.

## Policendarlehen
Das Policendarlehen ist ein Verbraucherkredit, bei dem der Rückkaufswert einer Lebensversicherung als Kreditsicherheit für die Gewährung eines Darlehens durch den Versicherer verwendet wird. Die Tilgung kann durch Aufrechnung mit der fälligen Versicherungssumme erfolgen.

## International
Während in der österreichischen Umgangssprache Polizze verwendet wird, lautet der Rechtsbegriff wie in Deutschland Versicherungsschein. Dieser ist eine vom Versicherer unterzeichnete Urkunde über den Versicherungsvertrag (§ 3 Abs. 1 A-VVG). Die Annahme des Versicherungsvertrages erfolgt zumeist durch Zusendung der Polizze (§ 1a Abs. 2 A-VVG). Die Polizze ist die Beweisurkunde über den Inhalt des Versicherungsvertrages und kann formfrei abgeschlossen werden. Weicht die Polizze vom Antrag ab, kann der Versicherungsnehmer innerhalb eines Monats ab Empfang schriftlich widersprechen, auch dann, wenn er auf die Abweichung aufmerksam gemacht wurde (§ 5 A-VVG).
In der Schweiz ist der Versicherer nach Art. 11 CH-VVG gehalten, dem Versicherungsnehmer eine Police mit den Rechten und Pflichten auszuhändigen. Stimmt der Inhalt der Police oder der Nachträge zu derselben mit den getroffenen Vereinbarungen nicht überein, so hat der Versicherungsnehmer nach Art. 12 CH-VVG binnen vier Wochen nach Empfang der Urkunde deren Berichtigung zu verlangen, da widrigenfalls ihr Inhalt als von ihm genehmigt gilt. Der Anspruch aus einer Personenversicherung kann gemäß Art. 75 CH-VVG weder durch Indossierung noch durch einfache Übergabe der Police abgetreten oder verpfändet werden. Abtretung und Verpfändung bedürfen zu ihrer Gültigkeit vielmehr der Schriftform und der Übergabe der Police sowie der schriftlichen Anzeige an den Versicherer.
In den englischsprachigen Ländern ist der Versicherungsschein (englisch insurance policy) ein Dokument, das die wichtigsten Merkmale eines Versicherungsvertrags (englisch policy contract) wiedergibt.